# ژاکلین کاروالیو
ژاکلین ماریا پریرا د کاروالیو اندرس (به پرتغالی: Jaqueline Maria Pereira de Carvalho Endres) (زادهٔ ۳۱ دسامبر ۱۹۸۳ در ریسیف) یک والیبالیست برزیلی است.

## پیشه
ژاکلین زمانی که تیم برزیل در مقابل تیم روسیه در فینال شکست خورد و به مدال نقره دست یافت به عنوان بهترین دریافت کنندهٔ مسابقات والیبال جهانی ۲۰۰۶ ژاپن شناخته شد.
او در بازی‌های پان آمریکن (قاره آمریکا) گوادالاخارا همراه با تیم ملی برزیل به مدال طلا دست یافت. او جایزهٔ گرند پری ۲۰۱۰ را به عنوان بهترین اسپایکر از طرف فدراسیون والیبال دریافت کرد.